# Donna Cormack-Thomson
Donna Cormack-Thomson ist eine südafrikanische Theater- und Filmschauspielerin sowie Synchronsprecherin.

## Leben
Cormack-Thomson ist die Tochter einer Architektin, ihr Vater arbeitete viele Jahre auf dem Bau. Sie hat einen Bruder, ihre Eltern leben in Pretoria. Mit acht Jahren wurde sie von ihrer Tante dazu inspiriert, sich für das Schauspielen zu interessieren. Mit 12 entschied sie, dies beruflich anzustreben. Neben Englisch spricht sie auch Afrikaans. Bis 2015 studierte sie Theater und Performance an der Universität Kapstadt. Anschließend wirkte sie in verschiedenen Bühnenstücken wie Monster auf dem The Cape Town Fringe Festival oder in den Stücken Melody und Bad Jews im The Fugard Theatre mit. Sie sprach Werbespots für Fernseh- und Radiowerbung ein.
2017 debütierte sie als Filmschauspielerin im Kurzfilm Godmother, der am 9. September 2017 auf dem Cape Town 48 Hour Film Project seine Premiere feierte. 2018 folgte eine Episodenrolle in der Fernsehserie Ice. 2019 übernahm sie eine größere Rolle im Monsterfilm Monster Island – Kampf der Giganten und hatte außerdem eine Episodenrolle in der Fernsehserie The Devil Speaks inne. 2020 spielte sie in einer Episode der Mini-Serie The Cars That Made the World mit.

## Filmografie
- 2017: Godmother (Kurzfilm)
- 2018: Ice (Fernsehserie, Episode 1x03)
- 2019: Monster Island – Kampf der Giganten (Monster Island)
- 2019: The Devil Speaks (Fernsehserie, Episode 2x03)
- 2020: The Cars That Made the World (Mini-Serie, Episode 1x01)

## Theater (Auswahl)
- Monster (The Cape Town Fringe Festival)
- The White Whore and The Bit Player (Alexander Bar)
- Melody (The Fugard Theatre)
- Bad Jews (The Fugard Theatre)